# Йормундур Инги Хансен
Йормундур Инги Хансен (род. 1940) — известный исландский деятель возрождения дохристианской скандинавской культуры, один из создателей неоязыческого общества Асатруарфелагид, второй после Свейнбьёрна Бейнтейнссона Верховный годи (Альсхерйагоди) Исландии (1994—2002). С 2007 года является руководителем неоязыческой общины Рейкьявикгодорд. По образованию архитектор.

## Ранняя жизнь и образование
Родился в Рейкьявике, 14 августа 1940 года как Йорген Инги Хансен, но рано сменил свое имя(датское по происхождению) на исландское имя Йормундур. Его родителями были торговец Йорген Хансен (1916–1991), датчанин по происхождению, и Хельга Эйриксдоттир Хансен (1917–2008).  В 1957 году, после окончания ремесленного училища в Рейкьявике году он отправился в Копенгаген, чтобы изучать гражданское строительство и архитектуру в Техническом университете Дании, но затем вернулся в Исландию через два года.